# Gambit - Grande furto al Semiramis
Gambit - Grande furto al Semiramis (Gambit) è un film del 1966 diretto da Ronald Neame, con protagonisti Michael Caine e Shirley MacLaine.

## Trama
(Harry Dean corrompe un funzionario dell'aeroporto)
Harry Dean, un giovane ladro, ed Emile Fournier, uno scultore, mettono a segno un piano - studiato nei minimi particolari - che consiste nel rubare una preziosa statua cinese di ceramica custodita nell'appartamento del miliardario Shahbandar. Per riuscirci, ingaggiano per cinquemila dollari la ballerina Nicole Chang, che assomiglia in maniera impressionante alla defunta moglie del miliardario.

## Distribuzione
La première del film è avvenuta a Londra il 28 dicembre 1966, per essere poi distribuito il 7 gennaio 1967 nelle sale statunitensi. In Italia il film è uscito nel corso del 1967.

## Remake
Nel 2012 è stato realizzato un remake intitolato Gambit - Una truffa a regola d'arte, scritto dai Fratelli Coen, diretto da Michael Hoffman e interpretato da Colin Firth, Cameron Diaz e Alan Rickman.

## Curiosità
Gambit, vocabolo che deriva dall'italiano Gambetto, nel gioco degli scacchi indica la mossa con cui, nelle fasi iniziali di una partita, si sacrifica uno o più pedoni, al fine di ottenere un vantaggio strategico sull'avversario.
È come se si giocasse una partita a scacchi tra Harry Dean, il giovane ladro, e il miliardario Shahbandar, proprietario della preziosa scultura.